# Državni ljubimci
Državni ljubimci drugi je studijski album slovenskog punk rock sastava Pankrti. Objavljen je 1982. u izdanju diskografske kuće ZKP RTL.

## Popis pjesama
| Br. | Skladba                               | Trajanje |
| --- | ------------------------------------- | -------- |
| 1.  | »Leta sredinskih odklonov«            |          |
| 2.  | »Za železno zaveso«                   |          |
| 3.  | »Živ spomenik neumnosti«              |          |
| 4.  | »Junaki drucga razreda«               |          |
| 5.  | »Greva drugam«                        |          |
| 6.  | »Enotni in trdi«                      |          |
| 7.  | »Punca ne še umret«                   |          |
| 8.  | »Kontrolirani, nadzorovani, svobodni« |          |
| 9.  | »Ostan rajš pr men«                   |          |
| 10. | »Ubi če hočeš umret«                  |          |
| 11. | »Avtoriteta«                          |          |
| 12. | »Zastave v prvem planu«               |          |
| 13. | »Tko to mora biti zdej«               |          |

## Izvođači
- Boris Kramberger - bas
- Tone Dimnik-Čoč - bubnjevi
- Slavc Colnarič - bubnjevi
- Bogo Pretnar - gitara
- Peter Lovšin - vokal